# 桑沃阿尔
桑沃阿尔，是西班牙卡斯蒂利亚-莱昂塞戈维亚省的一个市镇。 总面积48平方公里，总人口576人（2001年），人口密度12人/平方公里。